# Блинк, Рогир
Рогир Блинк (нидерл. Rogier Blink, род. 13 января 1982) — голландский спортсмен, гребец, призёр чемпионата мира 2013 года и чемпионата Европы по академической гребле 2012, 2013 и 2014 года. В августе 2014 года был признан спортсменом месяца по версии международной федерации гребного спорта.

## Биография
Рогир Блинк родился 13 января 1982 года в городе Гронинген. Профессиональную карьеру гребца начал с 2001 года. Тренировался на базе клуба «Gyas AGSR» в Гронингене.
Первым соревнованием международного уровня, в котором Блинк принял участие, был — юношеский чемпионат мира по академической гребле 2002 года в итальянском городе Генуя. В полуфинале заплыва одиночек (BM1x) с результатом 08:04.530 он занял лишь 5 место и выбыл из дальнейшей борьбы.
Первая медаль в карьере Блинка была добыта на чемпионате Европы по академической гребле 2012 года, что проходил в Варесе, Италия. С результатом 06:28.00 в заплыве двоек без рулевого голландская пара Митчел Стинман/Рогир Блинк заняли первое место, обогнав соперников из Испании (06:29.17 — 2-е место) и Сербии (06:31.50 — 3-е место).
В 2013 году Блинк дважды пополнил свою коллекцию медалей, полученных на международных соревнованиях. В мае 2013 года на чемпионате Европы по академической гребле в испанской Севилье он выиграл бронзовую медаль. В финальном заплыве двоек без рулевого голландская пара Митчел Стинман/Рогир Блинк с результатом 07:08.27 заняли третье место, уступив первенство соперникам из Польши (07:04.98 — 2-е место) и Сербии (07:02.59 — 1-е место). Позже, в августе этого же года, на чемпионате мира по академической гребле в Чхунджу пара гребцов Стинман/Блинк добыли бронзовую медаль. В финальном заплыве двоек без рулевого с результатом 06:45.67 они заняли третье место, уступив первенство соперникам из Франции (06:41.74 — 2-е место) и Новой Зеландии (06:34.98 — 1-е место). К соревнованиям в Чхунджу Блинк подошёл не в лучшей форме, поскольку на протяжении трёх месяцев восстанавливался после травмы рёбер, что была получена во время соревнований в Севилье.